# Gordon Plotkin
Gordon David Plotkin, FRS, FRSE (Glasgow, 9 de setembro de 1946) é um cientista da computação britânico, professor da School of Informatics da Universidade de Edimburgo. Plotkin é provavelmente mais conhecido por sua introdução da semântica operacional estrutural (em inglês:  structural operational semantics (SOS)) e seu trabalho sobre semântica denotacional. Em particular, suas notas sobre A Structural Approach to Operational Semantics foram de muita influência. Contribuiu para muitas outras áreas da ciência da computação.

## Formação
Plotkin estudou na Universidade de Glasgow e na Universidade de Edimburgo, obtendo o grau de bacharel em ciências em 1967 e o PhD em 1972 orientado por Rod Burstall.

## Carreira
Plotkin permaneceu na Universidade de Edimburgo sendo, com Burstall e Robin Milner, co-fundador do Laboratory for Foundations of Computer Science (LFCS).
Foi palestrante convidado do Congresso Internacional de Matemáticos em Varsóvia (1983).

## Prêmios e honrarias
Plotkin foi eleito Membro da Royal Society em 1992, é fellow da Sociedade Real de Edimburgo e membro da Academia Europæa. Recebeu o Prêmio Fundação Wolfson/Royal Society. Plotkin recebeu o Prêmio Milner de 2012 por "his fundamental research into programming semantics with lasting impact on both the principles and design of programming languages."

Em sua nomeação para a Royal Society consta: 
| “ | Plotkin has contributed to Artificial Intelligence, Logic, Linguistics and especially to Computer Science. In AI he worked on hypothesis-formation and universal unification; in Logic, on frameworks for arbitrary logics; in Linguistics, on formalising situation theory. His main general contribution has been to establish a semantic framework for Computer Science, especially programming languages. Particular significant results are in the lambda-calculus (elementary models, definability, call-by-value), non-determinism (powerdomain theory), semantic formalisms (structured operational semantics, metalanguages), and categories of semantic domains (coherent, pro-finite, concrete). Further contributions concern the semantic paradigm of full abstraction, concurrency theory (event structures), programming logic and type theory. | ” |